# Quararibea pumila
Quararibea pumila är en malvaväxtart som beskrevs av W.S. Alverson. Quararibea pumila ingår i släktet Quararibea och familjen malvaväxter. Inga underarter finns listade i Catalogue of Life.